# Fermín IV
Fermín IV Caballero Elizondo, note come Fermín IV (Monterrey, dicembre 1974), è un rapper messicano.
È un rapper messicano meglio conosciuto come leader del gruppo Control Machete.

## Biografia
La sua formazione musicale risale all'adolescenza, come una volta si riferiva all'ascolto dell'hip hop degli Stati Uniti durante questa fase, alludendo al suo forte messaggio di insoddisfazione e aperta critica della società in generale. Da quel momento, ha iniziato a sviluppare un progetto musicale di basso profilo, chiamato Profuga Del Metate; lo stesso che ha lasciato da parte quando ha deciso di studiare medicina.
Qualche tempo dopo, ha ripreso la musica come sua occupazione e non sarebbe stato fino al 1996, quando ha debuttato con il gruppo Control Machete nella scena messicana.
Per l'anno 2000, avrebbe lasciato intendere che avrebbe lasciato Control Machete per dedicarsi a un nuovo progetto come solista con il proprio nome. Evento che è principalmente dovuto al fatto che Fermín si era convertito a Cristianesimo e ha lasciato il campo di applicazione laico per rivolgersi a questo pubblico.
Ad oggi lavora come Sacerdote in una congregazione cristiana chiamata Semilla de Mostaza in Città del Messico; oggi la sua occupazione è pastore in Senape Seed senza lasciare la musica ma cambiando il tema delle sue composizioni per predicare sulla Salvezza in Gesù Cristo.

## Discografia
- Boomerang (2002)
- Lo Que Trastornan Al Mundo (2005)
- Odio/Amor (2017)